# Louis Niedermeyer
Louis Niedermeyer (Nyon, Suïssa, 27 d'abril de 1802 - París, 14 de març de 1861) fou un compositor i professor de música suís.
Fill d'un músic alemany, va rebre les primeres lliçons del seu pare, i als quinze anys fou enviat a Viena, on va tenir per mestres en Moscheles per al piano, i en Forster per la composició; després estudià sota la direcció de Zingarelli a Nàpols, i allà, per consell de Rossini, estrenà la seva primera òpera Il reo per amore, que aconseguí una acollida força favorable.
El 1821 s'establí a Ginebra com a professor de piano, i el 1823 es traslladà a París i estrenà una altra òpera La casa nel bosco, que no tingué gens d'èxit. Quelcom desil·lusionat per aquest fracàs, acceptà una plaça de professor a Brussel·les, però no tardà a retornar a París, i no fou gaire més afortunat en les altres temptatives dramàtiques, dedicant-se llavors per complet a la realització del seu projecte de fundar una Institució per l'ensenyança de la música religiosa i, amb l'ajuda d'una modesta subvenció de l'Estat, i anomenant director al seu gendre en Víctor Gustav Lefèvre el qual aconseguí aixecar aquest establiment a una gran alçada, havent sortit d'aquesta escola els millors organistes moderns de França, abans i després de la mort de Niedermeyer, ja que la institució va sobreviure al seu fundador. En aquesta escola en fou deixeble entre d'altres, el compositor francès Alexandre Georges (1850-1938). El 1857 junt amb el seu amic Joseph-Louis d'Ortigue va dirigir el diari La Maîtrise de música religiosa, sent Ortigue director únic de 1858 a 1860.

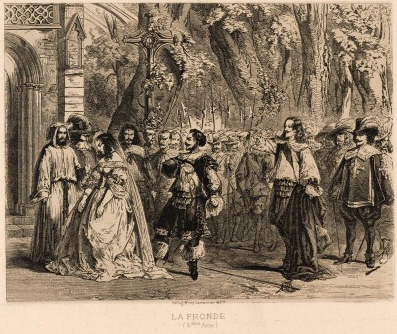
Posada en escena de l'òpera La Fronde

A més de les òperes ja citades en va compondre altres tres:
- Stradella (París, 1837)
- Maria Stuarda,
- La Fronde (1853)

També és autor de nombrosos fragments per a orgue, romances per a cant i piano, entre les quals destaca per la frescor de la seva inspiració la titulada Le lac; peces per a piano, i de les obres didàctiques:
- Méthode d'accompagnement du plain-chant (1855)
- Accompagnement pour orgue des offices de l'Eglise, (1861), totes dues en col·laboració amb d'Ortigue.